# Ezeriten
Die Ezeriten (griechisch Ἐζερῖται Ezeritai) waren ein slawischer Stamm auf der Peloponnes in Griechenland vom 10. bis 14. Jahrhundert. 

## Geschichte
Seit dem 7. Jahrhundert siedelten Slawen auf dem Balkan, spätestens seit dem 9. Jahrhundert auch auf der Peloponnes.  Die Melinger werden erstmals von Kaiser Konstantinos Porphyrogennetos in seinem Werk De administrando imperio für das Jahr 934 genannt. Nach einem slawischen Aufstand schickte der byzantinische Kaiser Romanos I. Truppen auf die Peloponnes. Danach konnten sich die Ezeriten zusammen mit den Melingern in den Bergen halten, während die anderen Slawen nach Bithynien umgesiedelt wurden.
1340 wurde ein Bistum Ezera (Ἐζερά) erwähnt, das zur Metropolis Lakedaimon gehört.

## Siedlungsgebiet
Ihr Name stammt wahrscheinlich vom slawischen Wort ezerъ "See" und dürfte eine Übersetzung des antiken Ortsnamens Helos "Sumpf" sein. Somit dürften die Ezeriten im Mündungsgebiet des Vasilipotamos gesiedelt haben.

## Einzelbeleg
1. ↑  Max Vasmer: Die Slaven in Griechenland, Stichwort: Ἐζερος